# No llorar
No llorar, cuyo título original en francés es Pas pleurer, es una novela de la escritora francesa de origen español Lydie Salvayre publicada en 2014 en Francia y traducida al español en 2015. La novela trata de la guerra civil española. Fue galardonada con el Premio Goncourt en noviembre de 2014.

## La novela
La novela pone en escena a Montse, madre de la autora, que al final de su vida le cuenta su participación en la Revolución libertaria de 1936. Otro personaje es el escritor Georges Bernanos que estaba en Mallorca cuando empezó la guerra. Bernanos empieza simpatizando con el bando sublevado, pero asqueado por la barbarie e indignado por la complicidad del clero español con Franco, decide redactar Los grandes cementerios bajo la luna, un violento manifiesto antifranquista que tuvo en Francia una gran repercusión cuando se publicó en 1938. Lydie Salvayre cita el libro de Bernanos en varias ocasiones.